# Бабенко, Александр Владимирович
Александр Владимирович Бабенко (9 августа 1960, Орджоникидзе) — советский и российский футболист, защитник, полузащитник.
Первый тренер М. Д. Цаликов. В первенстве СССР играл в первой (1979—1980, 1984—1990) и второй (1982—1983, 1991) лигах за «Спартак» Орджоникидзе/Владикавказ (1979—1980, 1983—1990) и «Янгиер» (1982). В первенстве России играл в первой (1993—1994) и второй (1992, 1995—1997) лигах за «Автодор-ОЛАФ»/«Автодор»/«Автодор-БМК» Владикавказ и в третьей лиге за «Дружбу» Будённовск (1994).
Окончил Северо-Осетинский государственный университет (преподаватель физвоспитания, тренер по футболу). Заслуженный работник физической культуры Северной Осетии.
Учитель физической подготовки в МБОУ «Гимназия № 18 имени И. Я. Илюшина» (Королёв).